# Адміністративний устрій Бучацького району
Адміністративний устрій Бучацького району — адміністративно-територіальний поділ Бучацького району Тернопільської області на 1 селищну громаду, 1 сільську громаду, 1 міську та 27 сільських рад, які об'єднують 59 населених пунктів та підпорядковані Бучацькій районній раді. Адміністративний центр — місто Бучач.

## Список громадБучацького району
- Золотопотіцька селищна громада
- Трибухівська сільська громада

## Список радБучацького району
| №  | Назва                           | Центр               | Населені пункти                               | Площа км² | Місце за площею | Населення (2001), осіб | Місце за населенням |
| -- | ------------------------------- | ------------------- | --------------------------------------------- | --------- | --------------- | ---------------------- | ------------------- |
| 1  | Бучацька міська рада            | м. Бучач            | м. Бучач                                      | 9,98      | 34              | 12511                  | 1                   |
| 2  | Бариська сільська рада          | с. Бариш            | с. Бариш                                      | 44,200    | 3               | 2489                   | 5                   |
| 3  | Берем'янська сільська рада      | с. Берем'яни        | с. Берем'яни                                  | 20,940    | 17              | 732                    | 34                  |
| 4  | Бобулинська сільська рада       | с. Бобулинці        | с. Бобулинці                                  | 15,210    | 29              | 763                    | 33                  |
| 5  | Добропільська сільська рада     | с. Доброполе        | с. Доброполе с. Матеушівка                    | 25,470    | 10              | 833                    | 31                  |
| 6  | Дулібівська сільська рада       | с. Дуліби           | с. Дуліби                                     | 16,740    | 24              | 855                    | 29                  |
| 7  | Жизномирська сільська рада      | с. Жизномир         | с. Жизномир                                   | 4,258     | 37              | 1652                   | 10                  |
| 8  | Жниборідська сільська рада      | с. Жнибороди        | с. Жнибороди                                  | 13,150    | 31              | 713                    | 35                  |
| 9  | Заривинецька сільська рада      | с. Заривинці        | с. Заривинці с. Рукомиш                       | 1,933     | 38              | 1041                   | 25                  |
| 10 | Зеленська сільська рада         | с. Зелена           | с. Зелена                                     | 9,810     | 35              | 688                    | 36                  |
| 11 | Зубрецька сільська рада         | с. Зубрець          | с. Зубрець                                    | 23,500    | 13              | 1567                   | 14                  |
| 12 | Киданівська сільська рада       | с. Киданів          | с. Киданів                                    | 16,030    | 28              | 311                    | 38                  |
| 13 | Космиринська сільська рада      | с. Космирин         | с. Космирин с. Набережне                      | 11,330    | 33              | 1180                   | 20                  |
| 14 | Ліщанецька сільська рада        | с. Ліщанці          | с. Ліщанці                                    | 19,290    | 21              | 1058                   | 24                  |
| 15 | Медведівська сільська рада      | с. Медведівці       | с. Медведівці                                 | 16,220    | 26              | 1280                   | 16                  |
| 16 | Новопетликівська сільська рада  | с. Нові Петликівці  | с. Нові Петликівці с. Пушкарі                 | 23,400    | 15              | 825                    | 32                  |
| 17 | Озерянська сільська рада        | с. Озеряни          | с. Озеряни с. Верб'ятин                       | 23,420    | 14              | 1421                   | 15                  |
| 18 | Осовецька сільська рада         | с. Осівці           | с. Осівці                                     | 19,640    | 19              | 1018                   | 27                  |
| 19 | Переволоцька сільська рада      | с. Переволока       | с. Переволока с. Курдибанівка                 | 32,730    | 5               | 2391                   | 6                   |
| 20 | Передмістянська сільська рада   | с. Передмістя       | с. Передмістя с. Заліщики                     | 30,630    | 6               | 843                    | 30                  |
| 21 | Пилявська сільська рада         | с. Пилява           | с. Пилява с. Мартинівка с. Новоставці         | 29,610    | 8               | 1626                   | 12                  |
| 22 | Підзамочківська сільська рада   | с. Підзамочок       | с. Підзамочок с. Звенигород с. Підлісся       | 16,130    | 27              | 2804                   | 3                   |
| 23 | Порохівська сільська рада       | с. Порохова         | с. Порохова                                   | 21,220    | 16              | 1167                   | 21                  |
| 24 | Ріпинецька сільська рада        | с. Ріпинці          | с. Ріпинці с. Помірці                         | 33,680    | 4               | 1141                   | 23                  |
| 25 | Сороківська сільська рада       | с. Сороки           | с. Сороки                                     | 18,060    | 22              | 1248                   |                     |
| 26 | Старопетликівська сільська рада | с. Старі Петликівці | с. Старі Петликівці с. Білявинці              | 28,000    | 9               | 1648                   | 11                  |
| 27 | Стінківська сільська рада       | с. Стінка           | с. Стінка с. Млинки                           | 24,910    | 11              | 2389                   | 7                   |
| 28 | Язловецька сільська рада        | с. Язловець         | с. Язловець с. Броварі с. Новосілка с. Пожежа | 23,580    | 12              | 1576                   | 13                  |

* Примітки: м. — місто, с-ще — селище, смт — селище міського типу, с. — село